# Myrteta argentaria
Myrteta argentaria là một loài bướm đêm trong họ Geometridae.